# Алленбах
Алленбах (нем. Allenbach) — община в Германии, в земле Рейнланд-Пфальц. 
Входит в состав района Биркенфельд. Подчиняется управлению Херрштайн.  Население составляет 653 человека (на 31 декабря 2010 года). Занимает площадь 27,56 км².

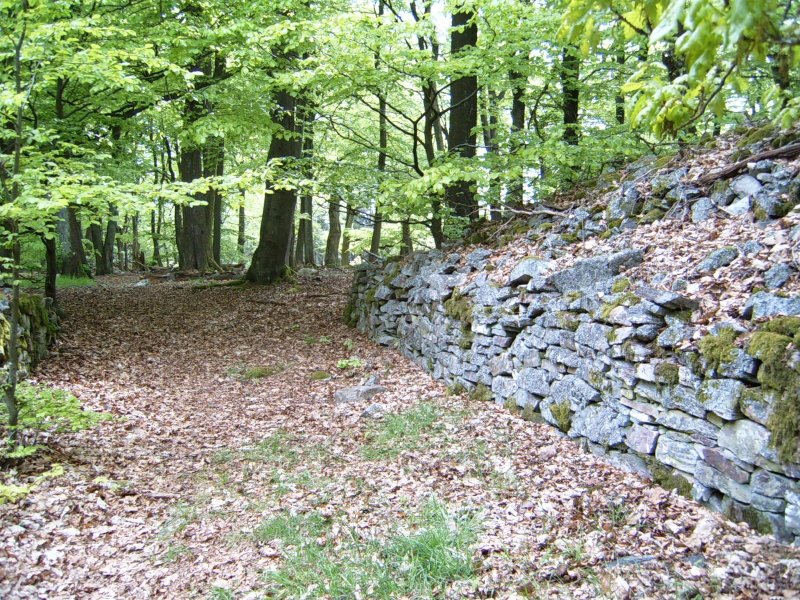
Алленбах